# Pip Williams
Philip (Pip) Williams (Glasgow, 7 ottobre 1947) è un produttore discografico, arrangiatore e chitarrista britannico, ai più noto per aver prodotto lavori di band come Status Quo, Moody Blues e Nightwish.

## Biografia
Ispirato da artisti quali Buddy Holly e gli Shadows, sin da ragazzo cominciò a dedicarsi allo studio della chitarra militando nei “The Fantastics” e, successivamente, nei “Jimmy James and the Vagabonds”.
Il primo ad interessarsi al suo talento fu il produttore degli Sweet, Phil Wainman, che lo segnalò per alcune partecipazioni esterne nelle incisioni di altri artisti grazie alle quali Williams riuscì sempre più ad affermarsi tra i più richiesti session man per chitarra nel panorama musicale britannico. Tra le incisioni più rimarchevoli di questa fase va segnalata la collaborazione alla registrazione di molti dei brani di maggior successo degli Sweet (da Funny, Funny a Co-Co, da Poppa Joe a Little Willy) nonché al grande successo dei The Walker Brothers, No Regrets.
Cominciò a produrre lavori di altri artisti nella metà degli anni settanta; il lavoro svolto con Graham Bonnet attirò l'attenzione degli Status Quo per i quali nel 1977 produsse l'album Rockin' All Over the World introducendo sonorità parzialmente differenti rispetto a quelle che avevano connotato i lavori del gruppo fino a quel momento. La sua collaborazione con la storica band inglese continuò ancora a fasi alterne nel corso dei decenni, dando vita complessivamente a nove album (l'ultimo dei quali, In Search of the Fourth Chord, realizzato nel 2007).
Molta della sua fama è inoltre legata alla produzione di due degli album di maggior successo dei Moody Blues, Long Distance Voyager e The Present, quest'ultimo apprezzato soprattutto dal pubblico statunitense e premiato con la prima posizione nelle classifiche Billboard USA.
Tra le altre produzioni merita di essere ricordata quella con Jim Diamond per il singolo I Should Have Known Better (N. 1 in UK nel 1984) e poi ancora Shirley Bassey, Richard O'Brien, Dr. Feelgood, Barclay James Harvest, Geordie (con il futuro cantante degli AC/DC, Brian Johnson), Uriah Heep, Barbara Dickson, Ringo Starr, The Sensational Alex Harvey Band e The Kinks.
Ha suonato la chitarra nell'album Una donna per amico di Lucio Battisti.
Dal 2004 è anche l'arrangiatore e direttore delle orchestre e dei cori nei lavori dei Nightwish. Ha iniziato con l'album Once, poi con Dark Passion Play, e nel 2011 con l'album Imaginaerum.
Attualmente continua ad essere impegnato nella sua attività di produttore ed arrangiatore ed insegna tecnologia della musica presso la Thames Valley University di Ealing.